# Synoeca chalybea
Synoeca chalybea är en getingart som beskrevs av Henri Saussure 1852. Synoeca chalybea ingår i släktet Synoeca och familjen getingar. Inga underarter finns listade i Catalogue of Life.